# 第三者
第三者（だいさんしゃ、英語: third party）は、特定の案件・関係について、当事者ではないその他の者をいう。
「第三」の数字は当事者本人を第一者、当事者の相手を第二者としたときにその他の者が三番目の分類になることに由来する。そのため当事者の数が3者を超える場合であっても特に第三の数字を増やして用いることはない。
- 民法について以下では、条数のみ記載する。

## 日本法における第三者
日本法における法律用語としては、通常は一定の法律関係につき当事者以外の人物を指すが、条文の趣旨によっては限定的に解釈することもある。相続人など当事者から地位を包括的に受け継いだ者は通常は第三者とされない。

### 民法177条の第三者
177条の第三者に該当するのは、登記の欠缺（けんけつ）を主張する正当な利益を有する者のみとされている。不法占拠者などを排除するためである。

### 権利外観法理における第三者
心裡留保や錯誤など、当事者が有責的に作り出した（あるいは放置した）外観上の法律関係の存在を信じて取引した第三者は保護される制度が設けられている（93条ただし書、94条2項）。
民法上は善意・無過失が要求されることが多いが、虚偽表示など当事者の有責性が強い類型においては善意・有過失の第三者も保護されるなど、第三者の保護のための主観的要件は常に一致しているわけではない。
また、登記が無効であるケースのように、善意であっても保護されないケースもあり（登記に公信力はない、と説明される）、具体的にはそれぞれの条文や判例を調べる必要がある。
商法の規定の解釈上は、善意・無重過失が要件とされることが多い。

### 第三者のためにする契約
契約により当事者の一方が第三者に対してある給付をすることを約することを第三者のためにする契約という（537条）。その第三者の権利は受益の意思表示をしたときに発生する（537条1項2項、発生後は当事者がこれを変更、消滅させることができない、538条）。債務者の抗弁の問題につき、539条。

### 第三者への判決効
民事事件について、裁判の効力は通常当事者間にしか及ばないとするのが原則であるが、一定の範囲では、訴えの提起時点で第三者であった者にも既判力が及ぶ。また、会社訴訟などにおいては、利害関係人が多数に上るため、法律関係の早期安定が要請されるから、判決効に対世効を法的にもたせ、第三者にも効力を及ぼすことがある。

### 類似した法律用語

#### 第三債務者
債務者の債務者のこと。

#### 第三取得者
担保物権の設定された後に目的物の所有権又は、用益物権を取得した第三者。
抵当不動産の場合に抵当権を、代価弁済（378条）や抵当権消滅請求（379条）によって消滅させることができる。
代価弁済は、所有権を取得した者・地上権を地代一括払いで取得した者。
抵当権消滅請求は、所有権を取得した者。